# John M. Stahl
John M. Stahl   (Bakú, 21 de gener de 1886 - Hollywood, 12 de gener de 1950) John Malcolm Stahl fou un director i productor de cinema estatunidenc, famós director de melodrames.

## Biografia
Va néixer Jacob Morris Strelitsky a Bakú (Azerbaidjan) en una família jueva russa.
Stahl va començar a treballar realitzant curts de cinema mut el 1914. En la dècada dels vint va ser contractat per Hollywood per a la productora de Louis B. Mayer, i el 1924 va passar a formar part de l'equip de Mayer per als estudis de la Metro-Goldwyn-Mayer. El 1927 van ser un dels trenta-sis fundadors de l'Acadèmia de les Arts i les Ciències Cinematogràfiques.
Amb la transició al sonor, va dirigir per a la Universal el film de 1934 Magnificent Obsession i l'any següent Imitation of Life, que va ser nominada per als premis de l'Acadèmia com a millor pel·lícula. També va ser notable la seva direcció de The Keys of the Kingdom el 1944. Amb The Foxes of Harrow, una notable adaptació d'una novel·la de Frank Yerby, amb l'acció que es desenvolupa cap a 1820 a Nova Orleans; els actors són Rex Harrison, Maureen O'Hara i Victor McLaglen.
Es va especialitzar en el gènere del melodrama, i va ser un verdader mestre: bona part dels que va realitzar van ser després represos per altres grans realitzadors com Douglas Sirk o Robert Stevenson.
De tots ells ha passat a ser un clàssic Que el cel la jutgi (1945), amb Gene Tierney en un dels seus escassos papers de "dolenta", per la qual va ser nominada per al premi de l'Acadèmia com a millor actriu, i un excepcional ús del color en una pel·lícula que comparteix el gènere negre i el melodrama.
Stahl va morir a Hollywood en 1950 d'un atac al cor amb seixanta-tres anys i fou enterrat al Forest Lawn Memorial Park Cemetery a Glendale, Califòrnia.
El 8 de febrer de 1960, per les seves contribucions a la indústria del cinema, Stahl va rebre una estrella al Passeig de la Fama de Hollywood al 6546 Hollywood Boulevard.

## Filmografia seleccionada
- 1919: Her Code of Honor
- 1931: Seed
- 1931: Strictly Dishonorable
- 1932: Back Street
- 1933: Only Yesterday
- 1934: Imitation of Life
- 1935: Magnificent Obsession
- 1937: Parnell
- 1938: Letter of Introduction
- 1939: Quan arribi demà
- 1941: Our Wife
- 1943: Immortal Sergeant
- 1943: Holy Matrimony
- 1944: The Eve of St. Mark
- 1944: The Keys of the Kingdom
- 1945: Que el cel la jutgi
- 1947: The Foxes of Harrow
- 1948: The Walls of Jericho
- 1949: Father was a Fullback
- 1949: Oh, You Beautiful Doll